# Транс-місячна ін'єкція

Місячний трансфер, перспектива. TLI відбувається в червоній точці поблизу Землі.

Трансмісячна ін'єкція (англ. Trans-lunar injection, TLI) — маневр космічного корабля для виходу на траєкторію польоту до Місяця.

## Історія

Анімація ' GRAIL-A
GRAIL-A·
Місяць·
Земля

Анімація ' Чандраян-2
Земля·
Місяць·
Чандраян-2

Анімація траєкторії LRO
Lunar Reconnaissance Orbiter·
Земля·
Місяць

Першим космічним зондом, який спробував здійснити TLI, був радянський апарат «Луна-1» 2 січня 1959 року, призначений для зіткнення з Місяцем. Однак згоряння пішло не так, як планувалося, космічний корабель розминувся з Місяцем на відстані більше трьох його радіусів і потрапив на геліоцентричну орбіту. «Луна-2» 12 вересня 1959 року виконала такий же маневр точніше й через два дні врізалася в Місяць. Радянський Союз повторив цей успіх, здійснивши ще 22 польоти в рамках програми «Луна» і 5 польотів в рамках програми «Зонд» між 1959 і 1976 роками.
Перший апарат Сполучених Штатів для зіткнення з Місяцем, «Рейнджер-3» — запустили 26 січня 1962 року, але йому не вдалося досягти Місяця. Першим апаратом США, який успішно зіткнувся з Місяцем, став «Рейнджер-4», 23 квітня 1962 року. Інші 27 польотів США до Місяця відбулися з 1962 по 1973 рік — зокрема, п'ять апаратів для м'якої посадки «Сервеєр», п'ять зондів спостереження «Лунар орбітер»:166 і дев'ять польотів за програмою «Аполлон», які висадили перших людей на Місяць.
Першим пілотованим польотом, у якому здійснили такий маневр, став «Аполлон-8» 21 грудня 1968 року. Його екіпаж уперше вийшов за межі низької навколоземної орбіти.
Маневр «Аполлона» виконував двигун J-2 у третьому ступені S-IVB ракети «Сатурн V». Це конкретне спалювання TLI тривало приблизно 350 секунд і забезпечило зміну швидкості в межах від 3,05 до 3,25 км/с, у цей час космічний корабель рухався зі швидкістю приблизно 10,4 км/с відносно Землі. Перехід «Аполлона-8» на траєкторію польоту до Місяця став вражаючим видовищем у передсвітанковому небі на Гавайських островах, на південь від Вайкікі. Його сфотографували та опублікували в газетах наступного дня. У 1969 році такий же маневр «Аполлона-10» можна було побачити перед світанком із Клонкаррі, Австралія. Його описували як щось схоже на автомобільні фари, які пролітають над пагорбом у тумані, а космічний корабель виглядав як яскрава комета із зеленуватим відтінком.
У 1990 році Японія запустила свою першу місячну місію — супутник Hiten для прольоту повз Місяць і запуску мікросупутника Hagoromo на місячну орбіту. Цей апарат випробував новий метод маневру — із невеликою зміною швидкості й 6-місячним часом перельоту (на відміну від триденного перельоту «Аполлона»):179.